# Richard Gough
Charles Richard Gough (Estocolmo, 5 de abril de 1962) es un exfutbolista escocés nacido en Suecia que jugó como defensa. Fue capitán de los Rangers en nueve temporadas consecutivas y fue internacional absoluto por Escocia, tuvo un breve paso como entrenador en el Livingston. Actualmente reside en San Diego.

## Trayectoria

### Jugador
Inicios
Nacido de un padre escocés (ex del Athletic Charlton jugador Charlie Gough) y madre sueca, Gough creció en Sudáfrica, fue a la escuela en el rey Eduardo VII y Highlands North High School (Johannesburgo), y comenzó su carrera jugando con la Universidad de Wits Club. Buscando construir una carrera en el fútbol británico, Gough firmó para Charlton Athletic FC como profesional aprendiz en julio de 1978. Volvió a jugar para la Universidad de Wits FC por un breve período en 1979, antes de regresar al Reino Unido, donde fichó por el Dundee United en 02 1980.
Excursión a Escocia
Jugó para Dundee United durante seis temporadas, terminando con 23 goles en 165 apariciones y ayudándoles a conseguir el título de Liga en 1982-83. Dundee United también llegó a la semifinal de la Copa de Europa ante la Roma en 1984, durante la época de Gough en el club. En 1986, Gough fue vendido al club de Inglés Primera División Tottenham Hotspur por EUR 750.000, donde jugó poco más de un año, y fue capitán del equipo de Tottenham que perdió a Coventry City en la final de 1987 de la Copa FA. Gough decidió regresar a Escocia, a principios de la temporada 1987-88, uniéndose a Rangers y convirtiéndose en el primer jugador escocés que ser firmado por más de 1.000.000 de libras esterlinas. Su debut fue en Tannadice Park en una derrota contra el ex club Dundee United. Gough se mantuvo en Ibrox hasta 1997, capitaneando al equipo que logró nueve títulos de Liga consecutivos. Ganó 9 títulos de liga, 3 Copas de Escocia y 6 Copas de la Liga en el Rangers FC
MLS
En mayo de 1997, Gough dejó el Reino Unido para jugar en la liga profesional naciente de los Estados Unidos, la Major League Soccer, la firma de Kansas City Wizards. En octubre de 1997, regresó a los Rangers debido a problemas de lesiones en Ibrox. Reanudó su carrera en la MLS con el San Jose Clash. Jugó 36 partidos en total en la MLS, anotó 2 goles y fue nombrado el Mejor XI de la MLS para su temporada 1997 con los Wizards.
En total, jugó 428 partidos de Liga con el Rangers, anotando 37 goles.
Everton
Después de salir de San José Clash se vinculó con el exjefe Walter Smith en el Everton. Jugó dos temporadas en Goodison Park haciendo 60 apariciones y anotó una vez contra Southampton.  Durante su tiempo en el Everton fue nombrado capitán para 2000/2001 temporada.
También jugó 7 partidos de la Premier League en préstamo de la MLS para Nottingham Forest de marzo- mayo de 1999-

### Entrenador
El 30 de noviembre de 2004 Gough consiguió su primer trabajo de dirección con Scottish Premier League equipo Livingston. Él dimitió en mayo de 2005, después de salvar al equipo del descenso, después de haber reñido con el dueño del club sobre el presupuesto para los jugadores de firma. El club fue multado con £ 15.000 por la SFA por infracción de la normativa de transferencia de la firma de Hassan Kachloul durante tiempo de Gough como gerente aunque no hay ninguna sugerencia de que el propio Gough fue responsable del incumplimiento de la normativa.

## Selección nacional
Fue internacional en 61 ocasiones y marcó seis goles. Era un habitual en la selección nacional de Escocia en la década de 1980. Hizo su debut ante Suiza en 1983. Jugó en 2 Copas del Mundo en las ediciones de 1986  y 1990 donde no pasaron la fase de grupos, y capitaneó a su país en la Eurocopa 1992, en su natal, Suecia.

### Participaciones en Copas del Mundo
| Mundial                        | Sede   | Resultado    | Partidos | Goles |
| ------------------------------ | ------ | ------------ | -------- | ----- |
| Copa Mundial de Fútbol de 1986 | México | Primera fase | 3        | 0     |
| Copa Mundial de Fútbol de 1990 | Italia | Primera fase | 1        | 0     |

### Participaciones en Eurocopas
| Edición       | Sede   | Resultado    |
| ------------- | ------ | ------------ |
| Eurocopa 1992 | Suecia | Primera fase |

## Clubes

### Como jugador
| Club                 | País           | Año       |
| -------------------- | -------------- | --------- |
| Bidvest Wits F.C.    | Sudáfrica      | 1979      |
| Charlton Athletic    | Inglaterra     | 1979-1980 |
| Dundee United        | Escocia        | 1980-1986 |
| Tottenham Hotspur    | Inglaterra     | 1986-1987 |
| Rangers FC           | Escocia        | 1987-1997 |
| San José Clash       | Estados Unidos | 1998-1999 |
| Nottingham Forest FC | Inglaterra     | 1999      |
| Everton FC           | Inglaterra     | 1999-2001 |

### Como entrenador
| Club          | País    | Año       |
| ------------- | ------- | --------- |
| Livingston FC | Escocia | 2004-2005 |

## Títulos
Selección de Escocia
- Copa Rous: 1985.

Dundee United
- Primera División de Escocia: 1982-83.

Rangers FC
- Primera División de Escocia: 1988-89, 1989-90, 1990-91, 1991-92, 1992-93, 1993-94, 1994-95, 1995-96, 1996-97.
- Copa de Escocia: 1991-92, 1992-93, 1995-96.
- Copa de  la Liga de Escocia: 1987-88, 1988-89, 1990-91, 1992-93, 1993-94, 1996-97.

Individual
- Jugador SPFA Jugador del Año: 1985-86.
- SFWA Futbolista del Año 1988-89.
- Salón de la fama de Escocia.
- Equipo ideal de la MLS 1997.

- Datos: Q719125